# Липино (Кировская область)
Липино — деревня в Нолинском районе Кировской области России. Входит в состав Шварихинского сельского поселения.

## География
Деревня находится на юге центральной части Кировской области, в зоне хвойно-широколиственных лесов, в пределах Волго-Вятской низменности, на правом берегу реки Сургут, вблизи места впадения её в реку Лудяну, на расстоянии приблизительно 16 километров (по прямой) к северо-западу от города Нолинска, административного центра района. Абсолютная высота — 104 метра над уровнем моря.
Климат
Климат характеризуется как умеренно континентальный, с тёплым летом и морозной снежной зимой. Средняя температура воздуха самого холодного месяца (января) составляет −14,2 °C (абсолютный минимум — −46 °С); самого тёплого месяца (июля) — 18,4 °C (абсолютный максимум — 37 °С). Безморозный период длится в течение 132 дней. Годовое количество атмосферных осадков — 545 мм, из которых 379 мм выпадает в период с апреля по октябрь. Устойчивый снежный покров образуется в середине ноября и держится 160—170 дней.

## Население
| 2010 |
| ---- |
| 83   |

Половой состав
По данным Всероссийской переписи населения 2010 года в гендерной структуре населения мужчины составляли 43,4 %, женщины — соответственно 56,6 %.
Национальный состав
Согласно результатам переписи 2002 года, в национальной структуре населения русские составляли 98 % из 119 чел.